# 天紀增十四
武仙座90，又名BD+40 3233，HD 163217、SAO 47037、HR 6677，是武仙座的一颗恒星，视星等为5.16，位于銀經66.09，銀緯27.66，其B1900.0坐标为赤經17h 50m 2.7s，赤緯+40° 27.66′ 36″。